# Ennerre
Ennerre o NR è un'azienda italiana di abbigliamento sportivo, nata dalle iniziali del fondatore, Nicola Raccuglia. In passato lo stesso Raccuglia ha registrato ed utilizzato anche il marchio Ennedue per la produzione dei capi.

## Storia

Diego Armando Maradona con la maglia del realizzata da Ennerre nella stagione 1987-1988

Fondato nel 1972 da Nicola Raccuglia, imprenditore palermitano emigrato in Abruzzo con la passione per il calcio, il marchio Ennerre – reso graficamente in NR – è stato, tra gli anni 70 e 90 del XX secolo, sponsor tecnico di numerose squadre di calcio italiane come Ascoli, Atalanta, Avellino, Bologna, Cagliari, Campobasso, Casertana, Catanzaro, Cosenza, Fiorentina, Foggia, Frosinone, Lazio, Milan, Napoli, Palermo, Pescara, Potenza, Reggiana, Roma, Salernitana, Sampdoria, Siracusa, Trapani, Verona e Venezia.
A livello internazionale Ennerre ha vestito anche club quali Kashima Antlers, New York Cosmos, Dinamo Bucarest e Toronto Blizzard, oltre ad aver fornito materiale tecnico per diverse nazionali come Costa d'Avorio, Paraguay, Uruguay e, brevemente, anche Italia.
Oltre al calcio, a metà degli anni 80 Ennerre si occupò di forniture sportive per il basket, vestendo squadre di Serie A e A2 come American Eagle Rieti, Banco di Roma, Facar Pescara, Mulat Napoli e OTC Livorno.
Ennerre è stata inoltre presente come sponsor tecnico della Nazionale Italiana Calcio Attori nonché come fornitore ufficiale di abbigliamento sportivo in film degli anni 80 ispirati al mondo del calcio quali Il tifoso, l'arbitro e il calciatore, Paulo Roberto Cotechiño centravanti di sfondamento, L'allenatore nel pallone e Mezzo destro mezzo sinistro - 2 calciatori senza pallone; Ennerre è stata anche e fornitore di materiale sportivo nel film di Pupi Avati, Ultimo minuto.

### Ennerre oggi
Dopo diversi anni di assenza dai campi di calcio, Ennerre è tornata per una fugace apparizione nel 2011 come fornitore tecnico per il Tokyo Verdy. Nel 2022 il marchio di Nicola Raccuglia ritorna in un altro continente, quello sudamericano, e si occupa di disegnare le maglie degli argentini del Club Atlético Defensores de Belgrano e del Deportivo Espanol, oltre ad alcune squadre amatoriali, tra le quali il Club de Campo Aranzazu, il Centro Fomento Los Hornos, il Centro Blanco y Negro e il Contacto FC. 
Nel campo del volley ritorna con le maglie del San Lorenzo de Almagro Voley.